# Cinchona officinalis
Cinchona officinalis är en måreväxtart som beskrevs av Carl von Linné. Cinchona officinalis ingår i släktet Cinchona och familjen måreväxter. Inga underarter finns listade i Catalogue of Life.